# Nudo margarita
El nudo margarita es un nudo empleado para acortar cabos, incluso en los casos en que la cuerda tiene un daño y se debe proteger, dejando la cuerda dañada dentro de este nudo.

## Realización del nudo
Pasos para la elaboración del nudo
1. Se realiza tres bucles, comenzando por la izquierda, hacia la derecha, pasando siempre el bucle siguiente por encima del bucle anterior.
2. Se pasa el bucle central por dentro de cada uno de los bucles laterales.
3. Se coloca el nudo en su posición final.

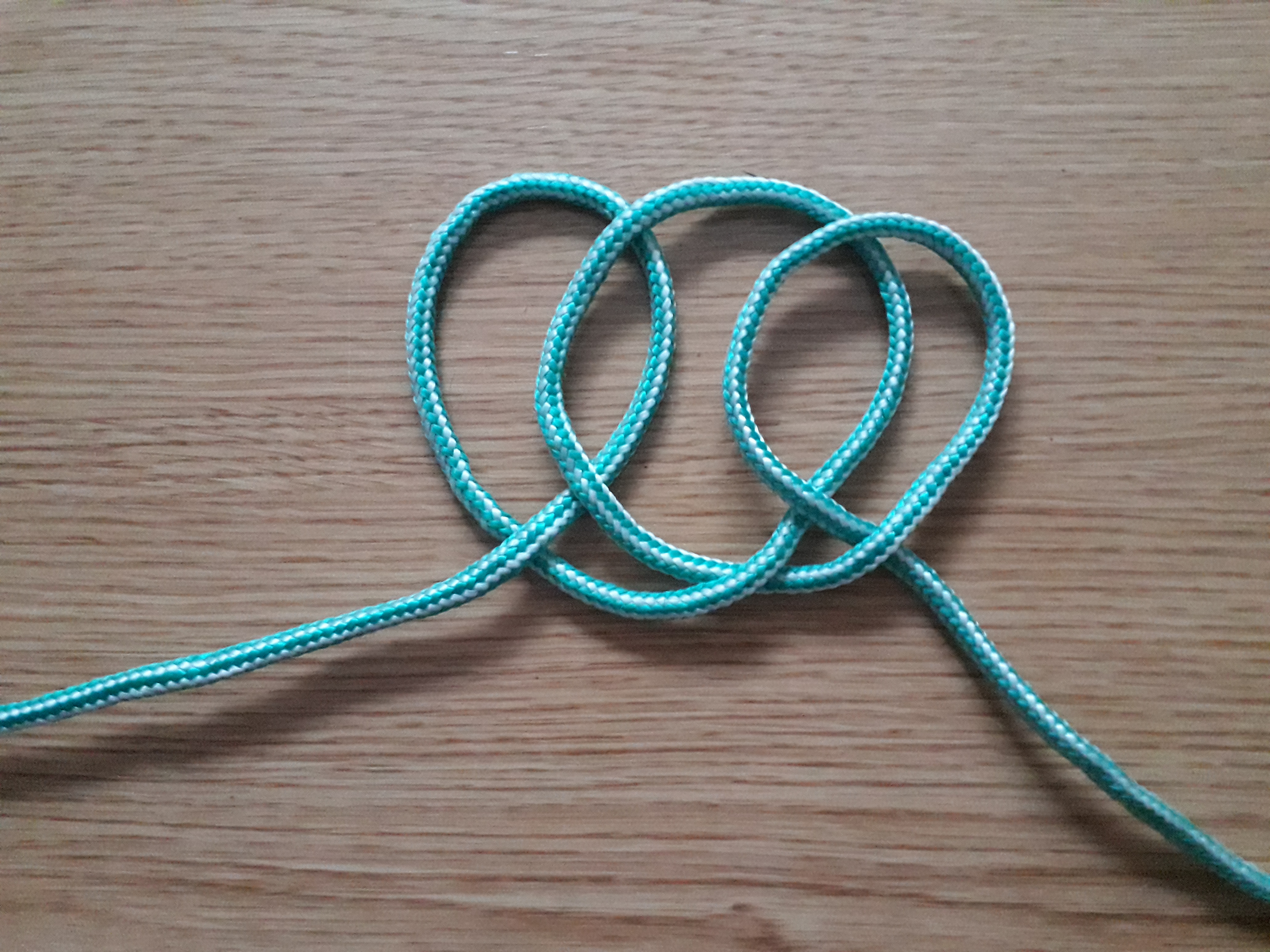
Nudo margarita, paso 1.
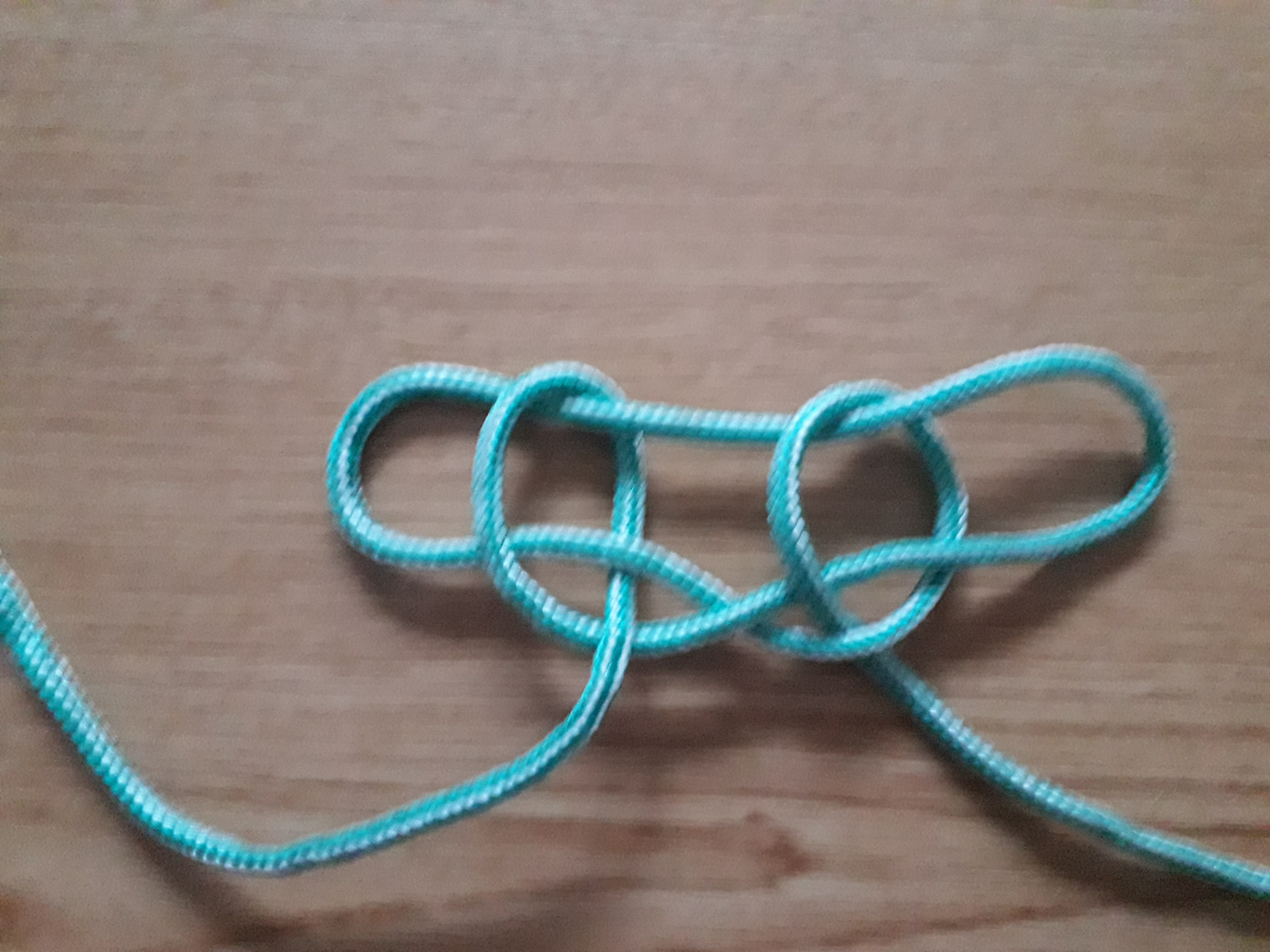
Nudo margarita, paso 2.
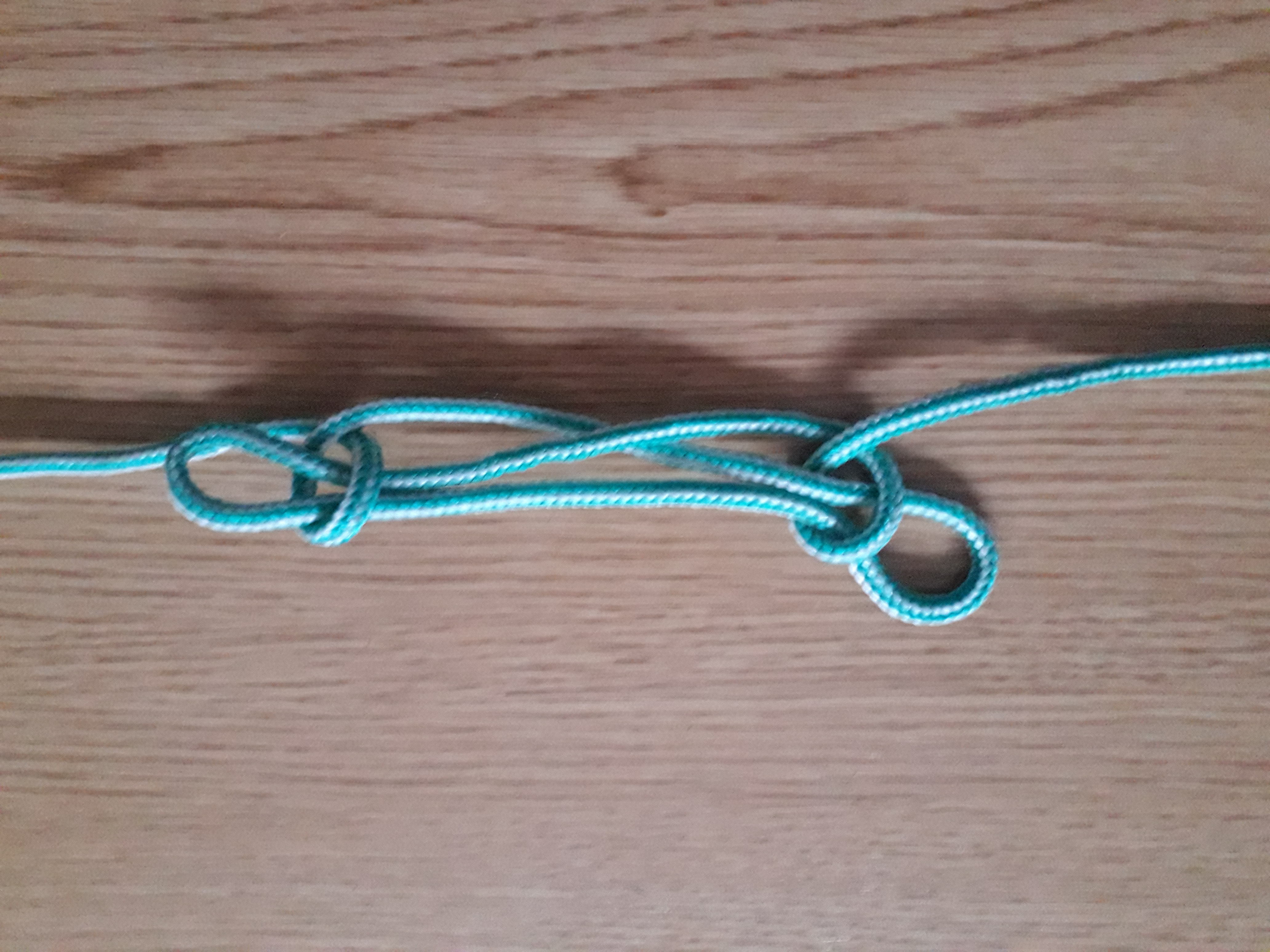
Nudo margarita, paso 3.

## Mejoras del nudo
El nudo margarita es en realidad una sucesión de cotes, que podrían deshacerse en caso de que la tensión se reduzca en los extremos de la cuerda. Para solucionar esto, existe una versión mejorada del nudo, llamada nudo margarita asegurado, en el que se pasan los extremos de la cuerda por las gazas laterales y el nudo queda protegido (es el paso 4 en las imágenes).
Este nudo margarita asegurado es imposible de deshacer con la cuerda en tensión, y tampoco se deshace con la cuerda distendida, salvo que se liberen los extremos de la cuerda sobre la que está actuando.

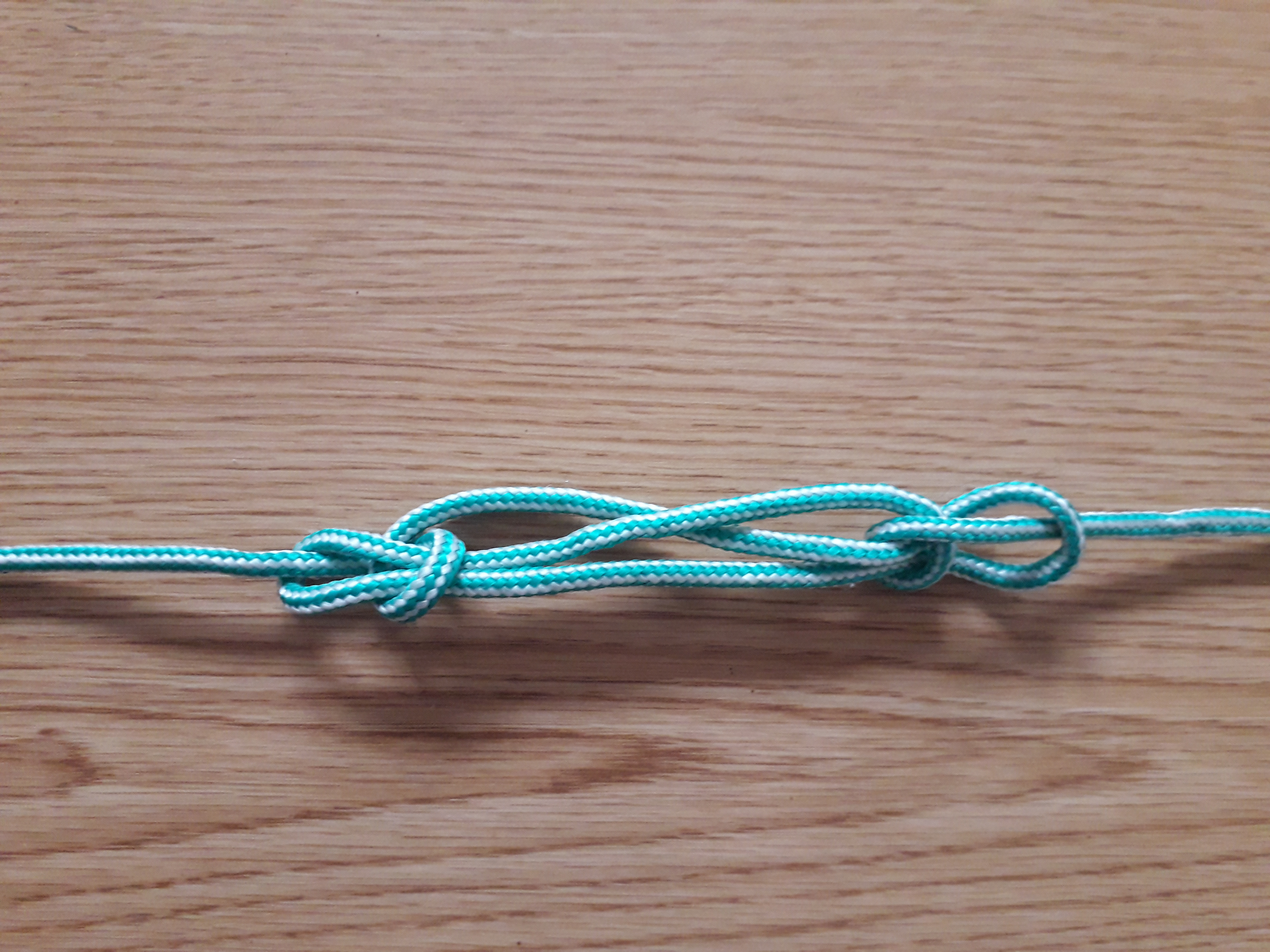
Nudo margarita, paso 4.